# Xanthichthys lima
Xanthichthys lima là một loài cá biển thuộc chi Xanthichthys trong họ Cá bò da. Loài này được mô tả lần đầu tiên vào năm 1832.

## Từ nguyên
Từ định danh lima trong tiếng Latinh có nghĩa là "cái giũa", hàm ý không rõ, có lẽ đề cập đến lớp vảy có những nốt sần nhỏ của loài cá này.

## Phân bố
X. lima chỉ được biết đến tại Mauritius và Réunion ở phía tây quần đảo Mascarene.